# 大盲蛇
大盲蛇（学名：Typhlops diardii）为盲蛇科盲蛇属的爬行动物。分布于印度、孟加拉国、缅甸、中印半岛北纬16°以北的地方以及中国大陆的海南、云南等地，生活习性为穴居。该物种的模式产地在越南南部。

## 保护
本种于2023年被收录入《有重要生态、科学、社会价值的陆生野生动物名录》。